# Sagalassos
Sagalassos (em grego: Σαγαλασσός), também conhecido como Selgessos (em grego: Σελγησσός ) ou Sagallesos (em grego: Σαγαλλησός ), é um sítio arqueológico no sudoeste da Turquia, situado cerca de 100 km ao norte de Antália (antiga Attaleia) e 30 km de Burdur e Esparta (Turquia). As ruínas antigas de Sagalassos ficam a 7 km de Ağlasun (além de serem suas homônimas) na província de Burdur, no Monte Akdağ, na cordilheira ocidental Montes Taurus, a uma altitude de 1450~1700 metros. Na época do Império Romano, a cidade era conhecida como a "primeira cidade da Pisídia", uma região no oeste dos montes Taurus, atualmente conhecida como Região dos Lagos Turcos] Durante o período helenístico] já era uma das principais cidades da Pisídia. 

## Introdução
O sítio urbano foi disposto em vários terraços a uma altitude entre 1400 e 1600 m. Depois de sofrer um grande terremoto no início do século VI d.C., a cidade conseguiu se recuperar, mas um coquetel de epidemias, escassez de água, falta geral de segurança e estabilidade, uma economia em declínio e, finalmente, outro terremoto devastador em meados do século VII forçaram os habitantes a abandonar a cidade e se estabelecer no vale. Escavações em larga escala começaram em 1990 sob a direção de Marc Waelkens da Universidade Católica de Lovaina. Um grande número de edifícios, monumentos e outros vestígios arqueológicos foram expostos, documentando o aspecto monumental da história Helenística, Romana e do início do [[Império Bizantino desta cidade.

## História

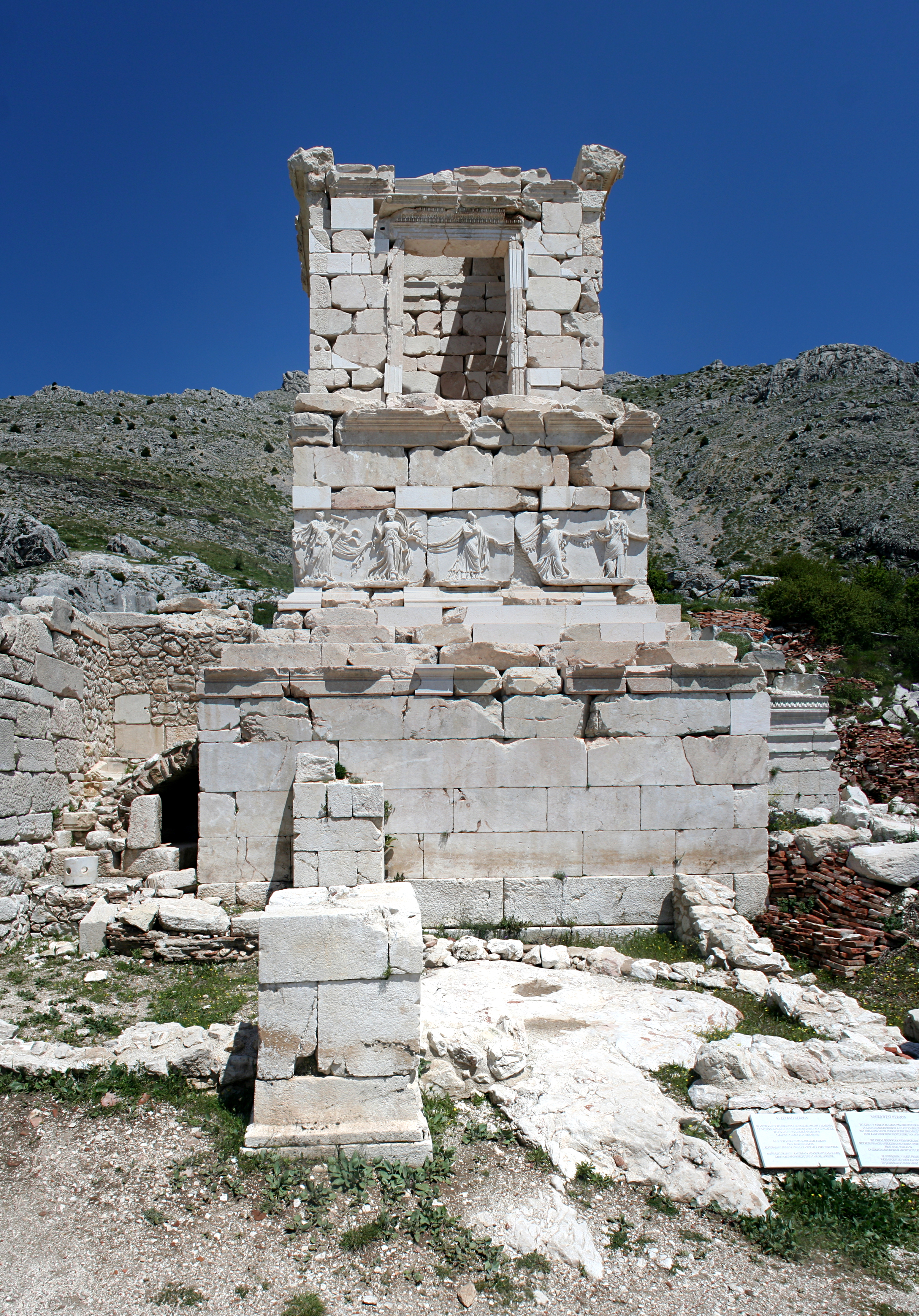
Heroön

A ocupação humana na área remonta a 8000 a.C., antes do local propriamente dito ser ocupado. Documentos hititas referem-se a um sítio montanhoso de Salawassa no século XIV a.C. e a cidade se espalhou durante as culturas Frígia e Lídiana. Sagalassos fazia parte da região da Pisídia na parte ocidental dos Montes Taurus. Durante o período Persa, a Pisídia tornou-se conhecida por suas facções guerreiras. Sagalassos era uma das cidades mais ricas da Pisídia quando Alexandre, o Grande a conquistou em 333 a.C. a caminho da Pérsia. Tinha uma população de alguns milhares. Após a morte de Alexandre, a região tornou-se parte dos territórios de Antígono I Monoftalmo, possivelmente Lisímaco da Trácia, do Império Selêucida da Síria e dos Atálidas de Pérgamo. O registro arqueológico indica que os habitantes locais adotaram rapidamente a cultura helênico  período imperial romano, século II d.C.

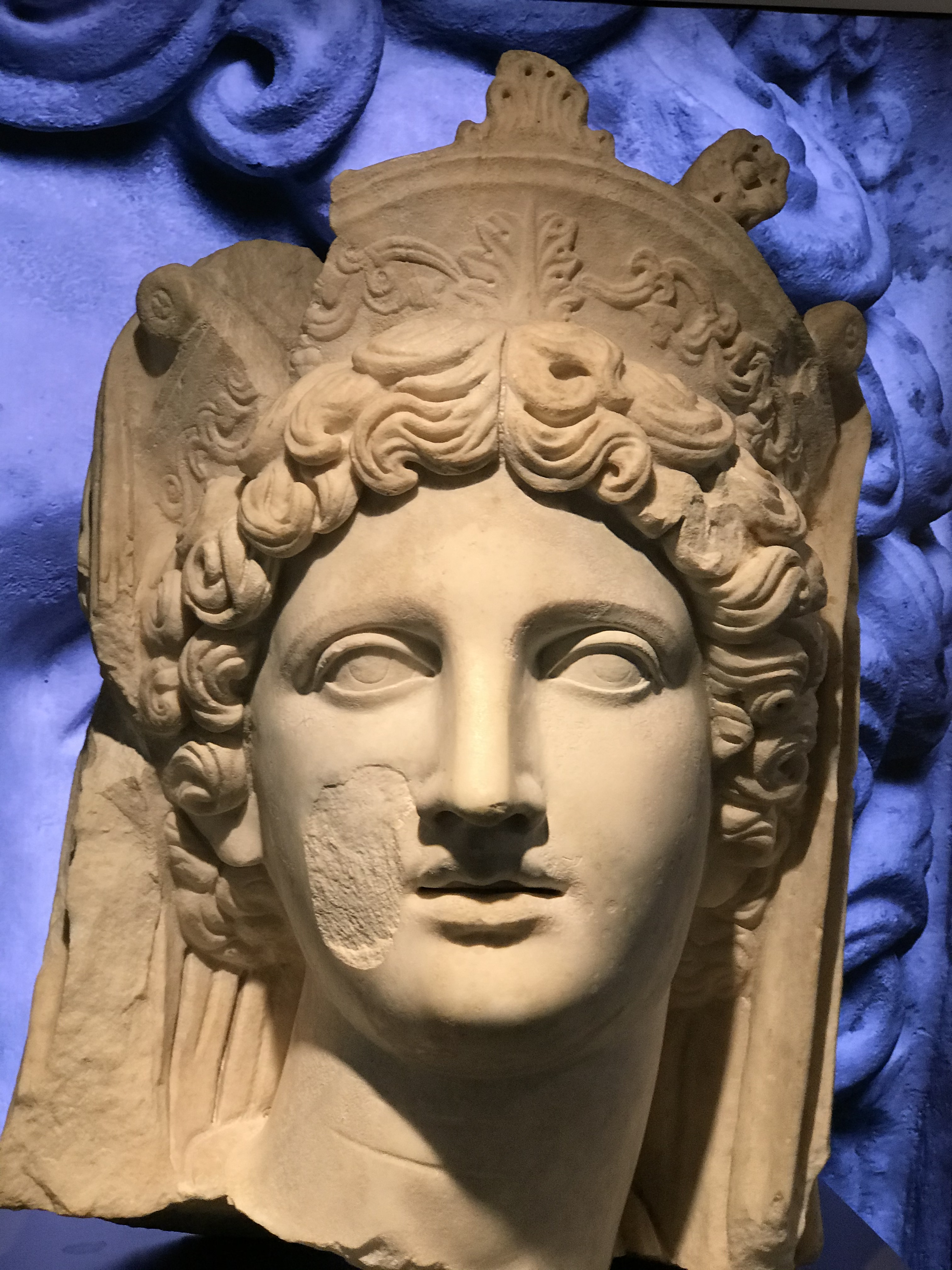
Cabeça de Deméter

, período imperial romano, século II d.C.]] 
O Império Romano absorveu a Pisídia depois dos Atálidas e ela se tornou parte da província da Ásia. Em 39 a.C., ele foi entregue ao rei cliente da Galácia Amintas, mas depois que ele foi morto em 25 a.C., Roma transformou a Pisídia na província da Galácia. Durante o Império Romano, Sagalassos tornou-se o importante centro urbano da Pisídia, particularmente favorecido pelo Imperador Adriano, que a nomeou a "primeira cidade" da província e o centro do culto imperial. Os edifícios contemporâneos têm um caráter totalmente romano. Por volta de 400 d.C., Sagalassos foi fortificada para defesa. Um terremoto devastou-a em 518 e uma praga por volta de 541–543 reduziu pela metade a população local. Ataques árabes ameaçaram a cidade por volta de 640 e, depois que outro terremoto destruiu a cidade em meados do século VII, o local foi abandonado. A população provavelmente se reassentou no vale. Escavações encontraram apenas sinais de um mosteiro fortificado — possivelmente uma comunidade religiosa — que foi destruído no século XII. Sagalassos desapareceu dos registros. Nos séculos seguintes, a erosão cobriu as ruínas de Sagalassos. Não foi saqueado em grande escala, possivelmente devido à sua localização. O explorador Paul Lucas (viajante), que estava viajando na Turquia em uma missão para a corte de Luís XIV da França, visitou as ruínas em 1706. Depois de 1824, quando Francis Vyvyan Jago Arundell (1780–1846), o capelão britânico em Esmirna e um antiquário, visitou o local e decifrou seu nome em inscrições, Viajantes ocidentais começaram a visitar as ruínas. O historiador polonês de arte, conde Karol Lanckoroński produziu o primeiro mapa de Sagalassos. No entanto, a cidade não atraiu muita atenção arqueológica até 1985, quando uma equipe anglo-belga liderada por Stephen Mitchell iniciou um grande levantamento do local. 

## Projeto moderno
A partir de 1990, Sagalassos, um importante local turístico, tornou-se um grande projeto de escavação liderado por Marc Waelkens da Universidade Católica de Leuven na Bélgica. O centro monumental da cidade está agora exposto; quatro grandes projetos de restauração estão (quase) concluídos. O projeto também realiza um levantamento urbano e geofísico intensivo, escavações nas áreas domésticas e industriais e um levantamento intensivo do território. O primeiro levantamento documenta mil anos de ocupação — de Alexandre, o Grande ao século VII — enquanto o último estabeleceu os padrões de assentamento em mudança, a história da vegetação e as práticas agrícolas, a formação da paisagem e as mudanças climáticas durante os últimos 10.000 anos.
.

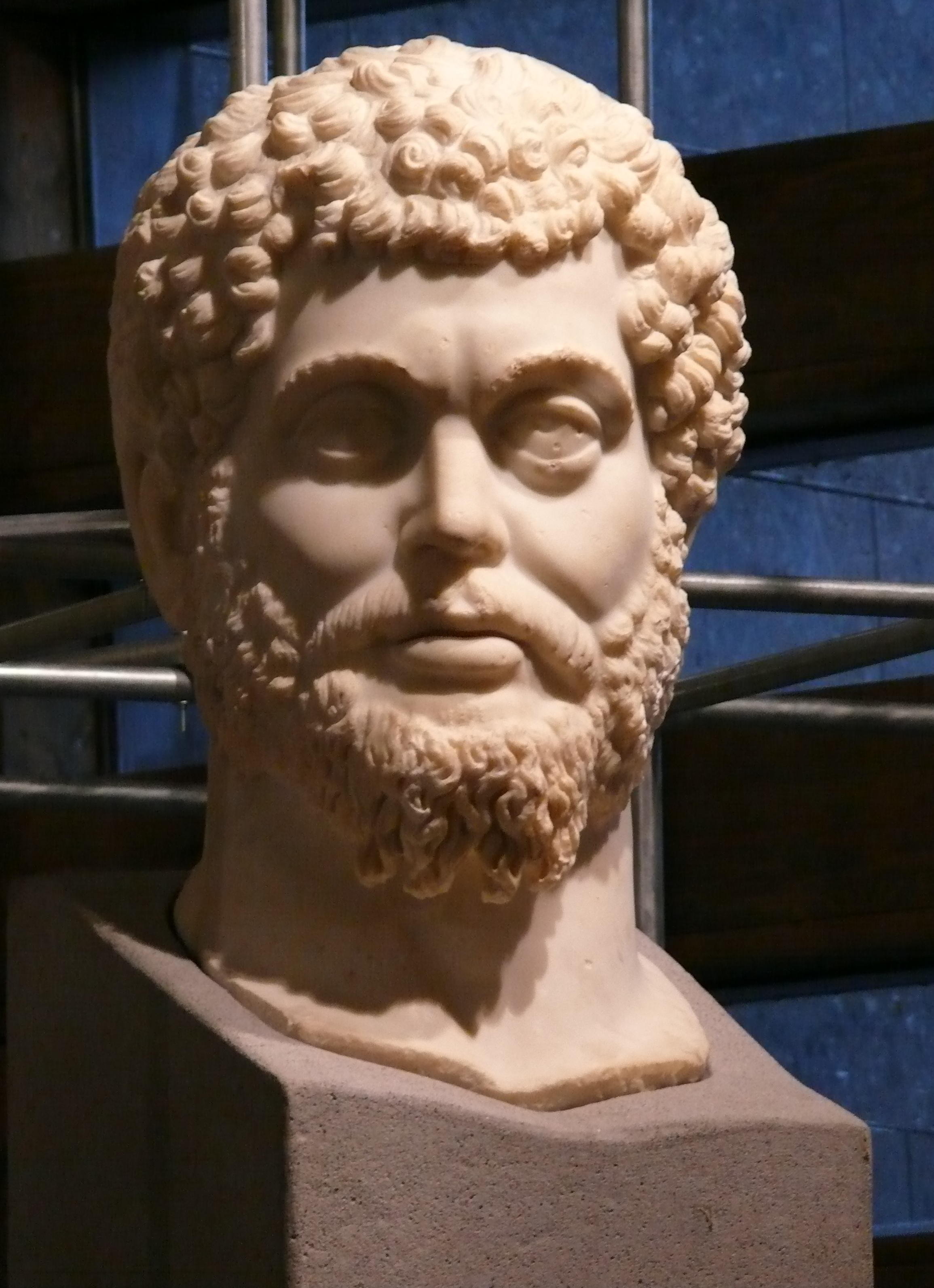
Retrato do Imperador Marco Aurélio

Em 9 de agosto de 2007, a imprensa noticiou a descoberta de uma estátua colossal e finamente detalhada do Imperador Adriano, que se acredita ter 4–5 m de altura. A estátua data do início do reinado de Adriano e retrata o imperador em trajes militares. Foi esculpido em seções que foram encaixadas com encaixes de mármore no local, que era um thermae, um banho público. Um grande terremoto ocorrido entre o final do século VI e o início do século VII d.C. fez com que a abóbada desabasse; a estátua foi derrubada, despedaçando-se ao longo das juntas de sua estrutura. A descoberta de dedos dos pés esculpidos em mármore, perfurados com furos para prendê-los à bainha de um longo manto, sugere a possibilidade de encontrar uma escultura companheira de Sabina, a consorte do imperador. Em 14 de agosto de 2008, a estátua da cabeça de Faustina, a Maior, esposa do imperador romano Antonino Pio (sucessor e filho adotivo de Adriano) foi descoberta no mesmo local Em 22 de agosto de 2008, outra cabeça de retrato colossal foi encontrada, desta vez de Marco Aurélio].
Um estudo envolvendo a análise do mitocondrial de uma população era Bizantina, cujas amostras foram coletadas em escavações no sítio arqueológico de Sagalassos, descobriu que as amostras de Sagalassos eram as mais próximas das amostras modernas da Grécia/Balcãs e da Pérsia e da Itália.."

## Exposições
- "Hadrian: Empire and Conflict", uma exposição que aconteceu no Museu Britânico de Londres em 2008.
- O Museu Galo-Romano Tongeren, Bélgica, sediou uma exposição de artefatos de Sagalassos sob o título "Sagalassos: Cidade dos Sonhos" entre 29 de outubro de 2011 e 17 de junho de 2012

## Galeria

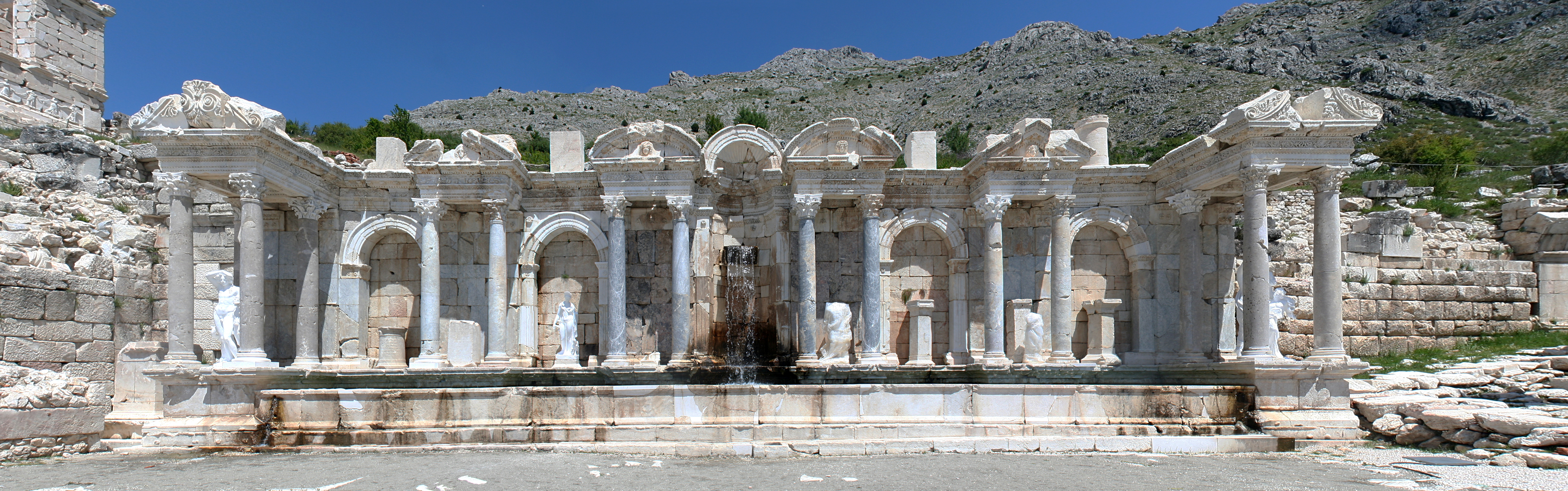
Ninfeu de Antonino Pio
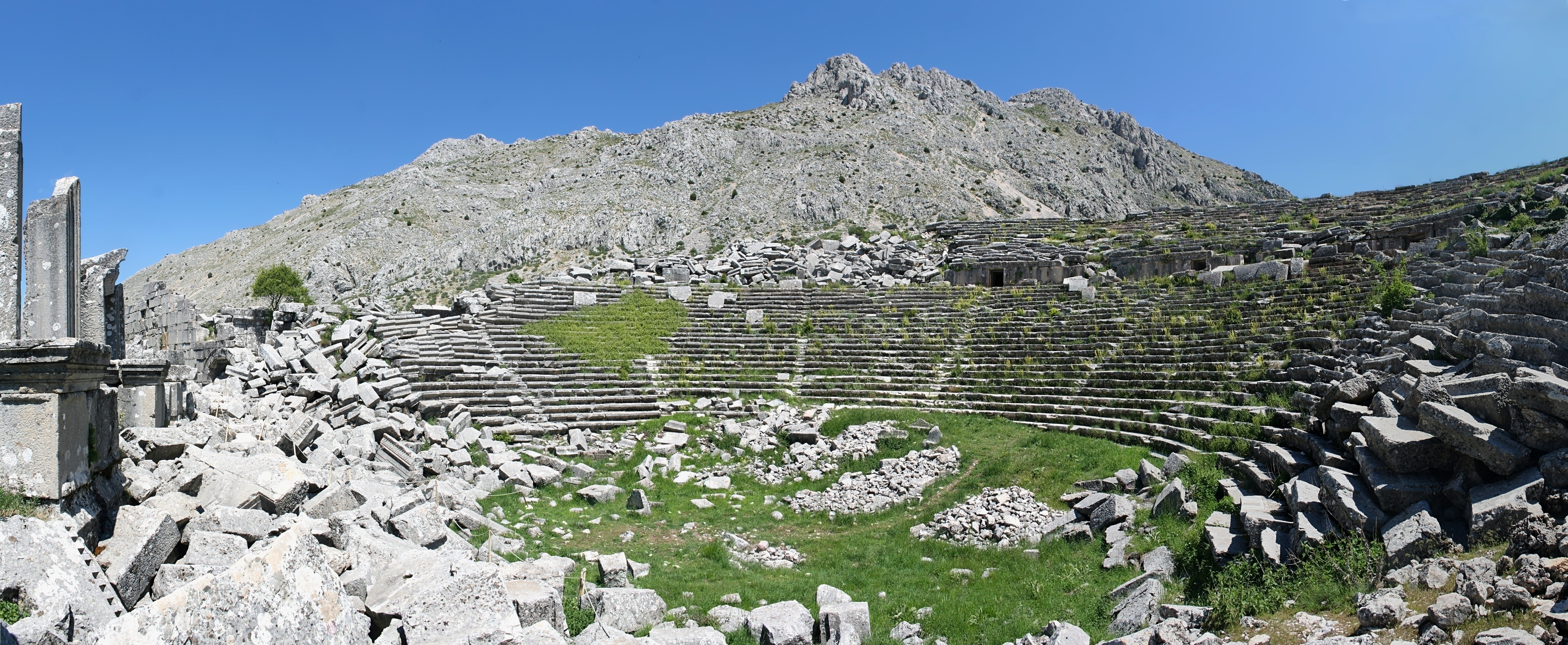
Ancient Roman theatre
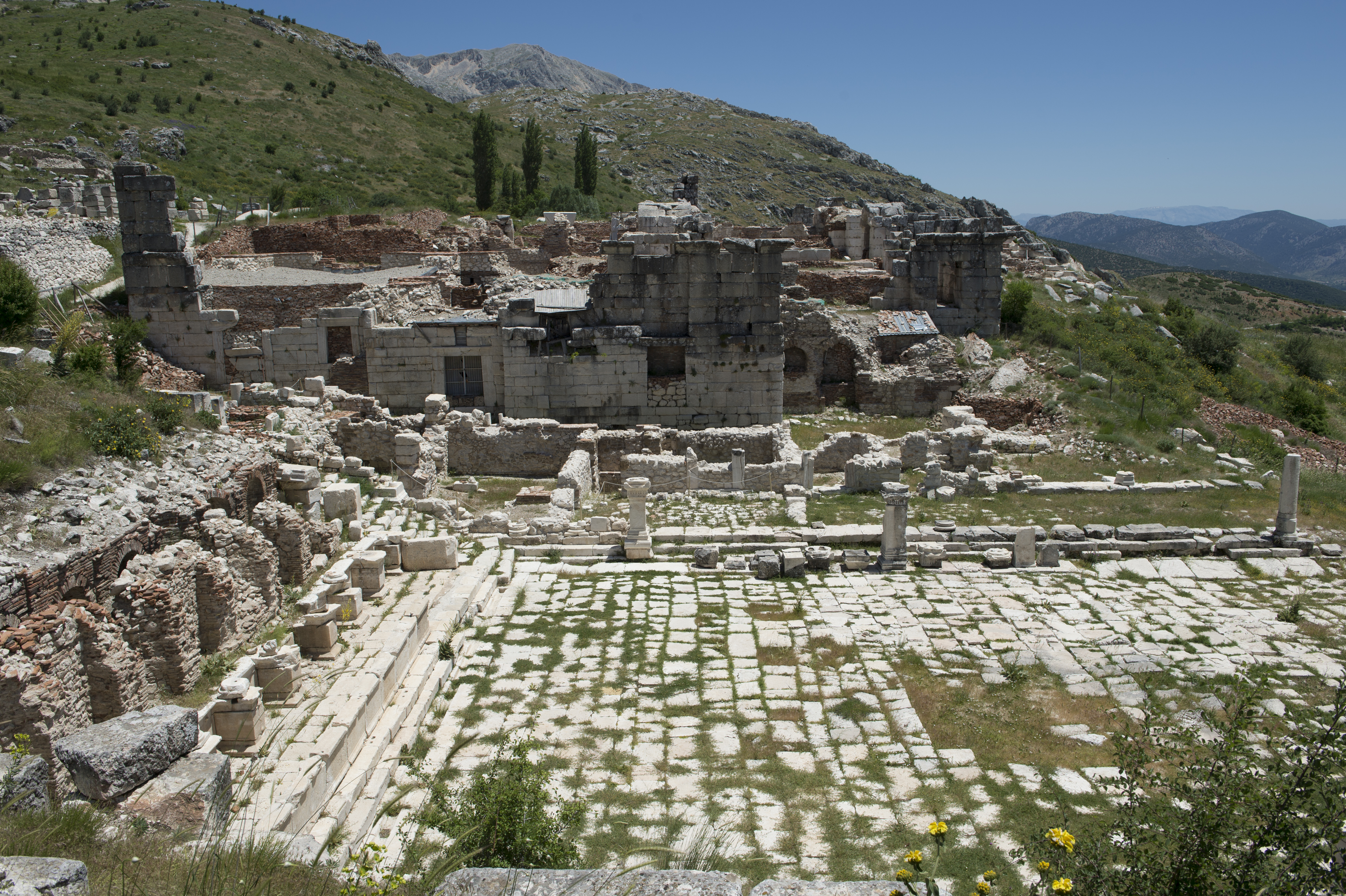
Baixo Agora
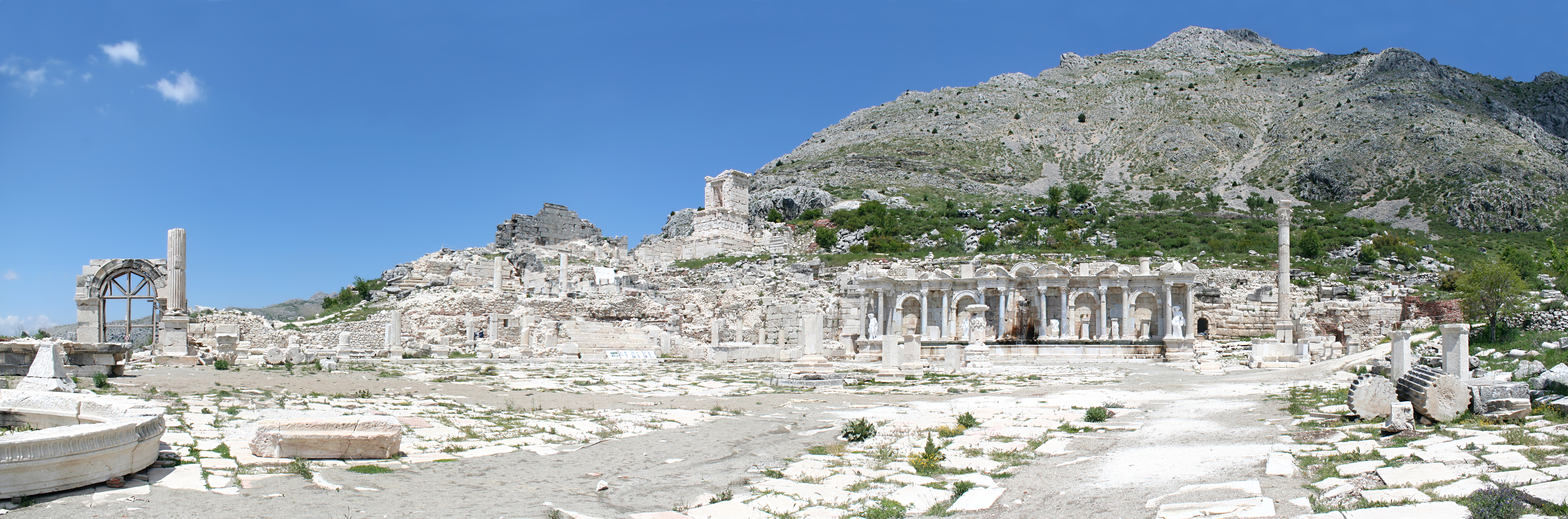
Alto Agor]]a
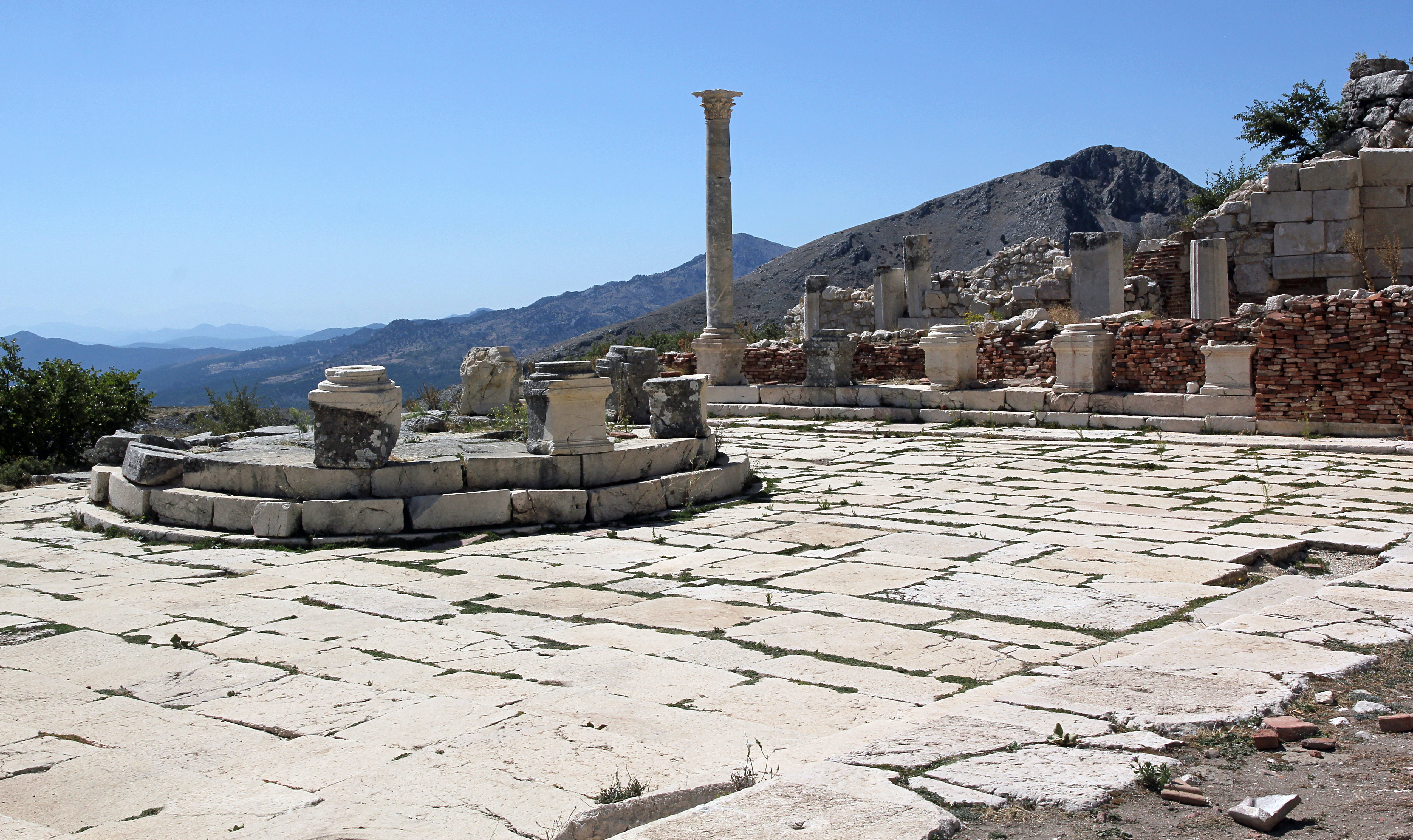
Matadouro com túmulo
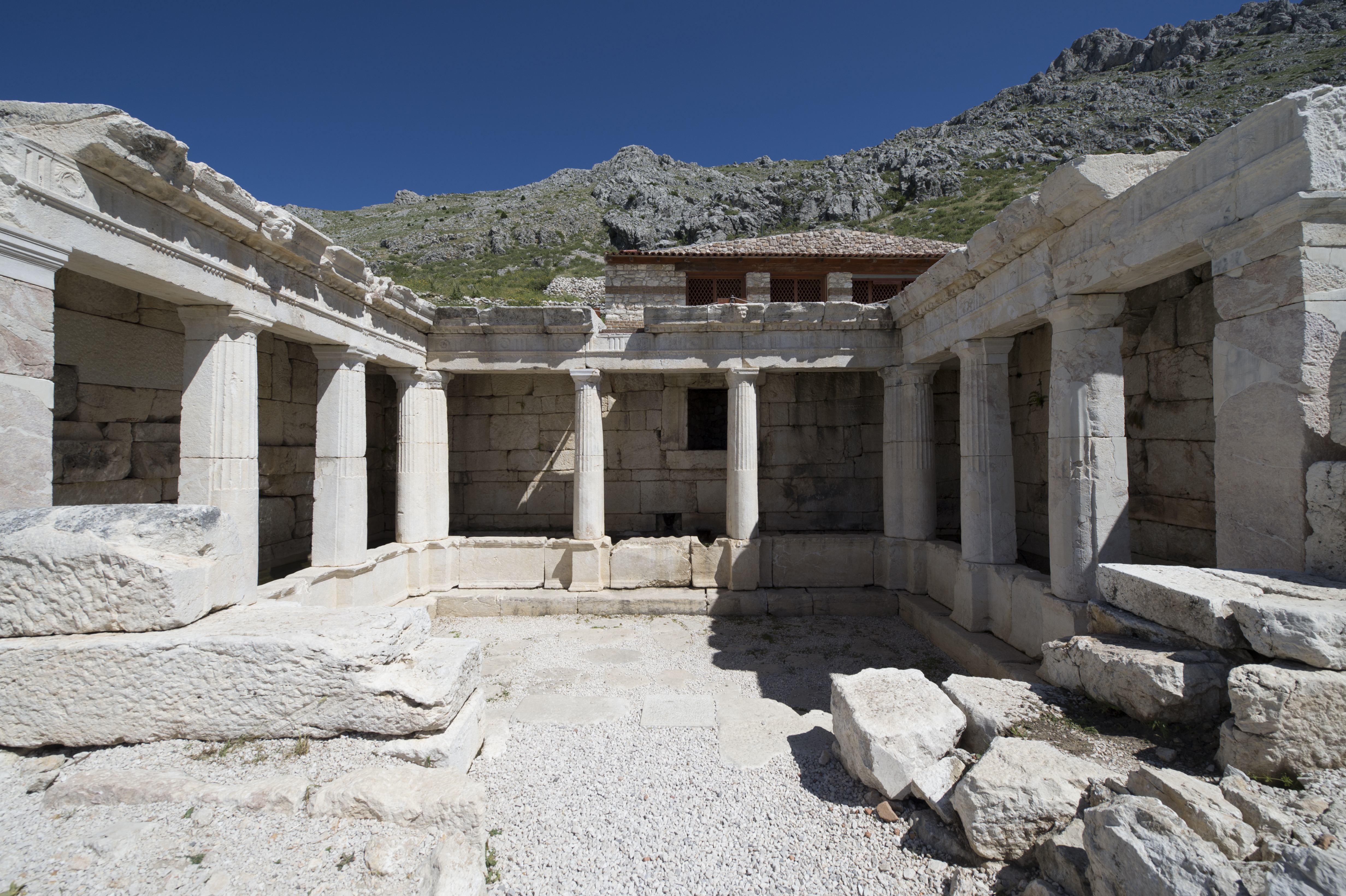
Casa da Fonte de Sagalassos
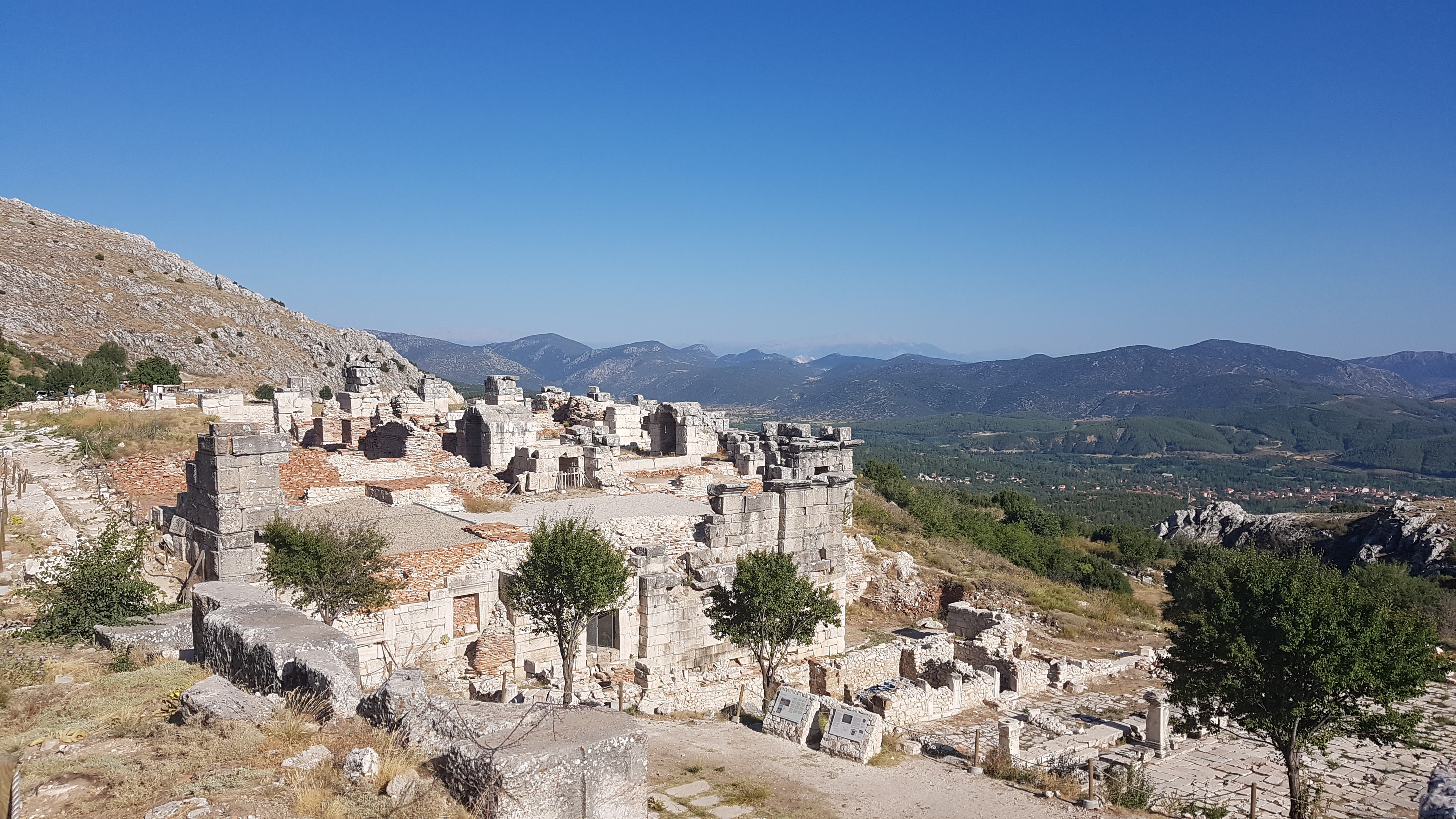
Banhos Imperiais
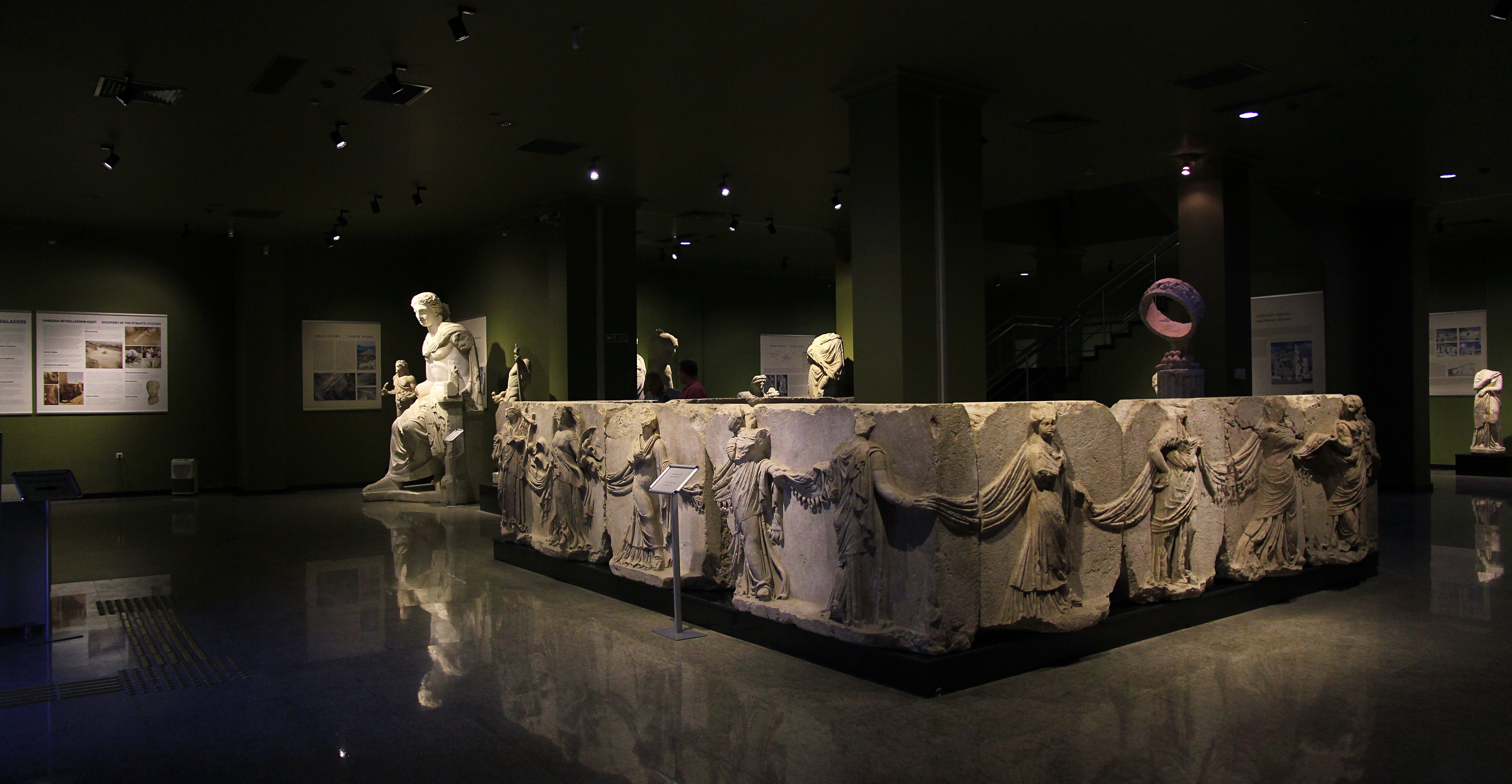
Museu Arqueológico de Burdur